# 灣子內 (三民區)
灣仔內是位於台灣高雄市三民區的一個地名，泛指現今明誠路以南、愛河以東、寶珠溝以北、高雄高工以西的三民區境內。

## 邊界與範圍
東界：本館,鳥松,澄清湖
西界：愛河，與鼓山區凹子底隔河相望
南界：寶珠溝、覺民路，以南為寶珠溝聚落
北界：明誠路，以北為覆鼎金
行政區劃：高雄市三民區灣子里、灣愛里、灣中里、灣華里、灣勝里、灣利里、灣復里、正興里、正順里、灣興里、灣成里

## 歷史
灣仔內地名源於當地西、南、北三面被河流包圍，分別為愛河、寶珠溝（部分河段今覺民路覆蓋於其上）、愛河K幹線（今明誠路覆蓋於其上），故名之。其主要聚落位於現今民族路、建工路、大順路所夾之三角地帶。
日治時期，境內曾有競馬場，在現今鼎金國中與立志中學附近。日治時期為鳳山廳赤山所轄，後改為臺南廳鳳山支廳赤山區所轄；1920年實行街庄制度，為高雄州鳥松所轄；1940年高雄市擴張版圖，灣子內被併入；戰後劃為高雄市三民區的一部份。

## 廟宇
- 灣子內朝天宮：位於鼎山街650號，主祀天上聖母。

## 境內學校
- 高雄市立正興國中
- 高雄市立鼎金國中
- 高雄市立鼎金國小

## 交通
- █ 環狀輕軌大順民族站、灣仔內站

## 圖片

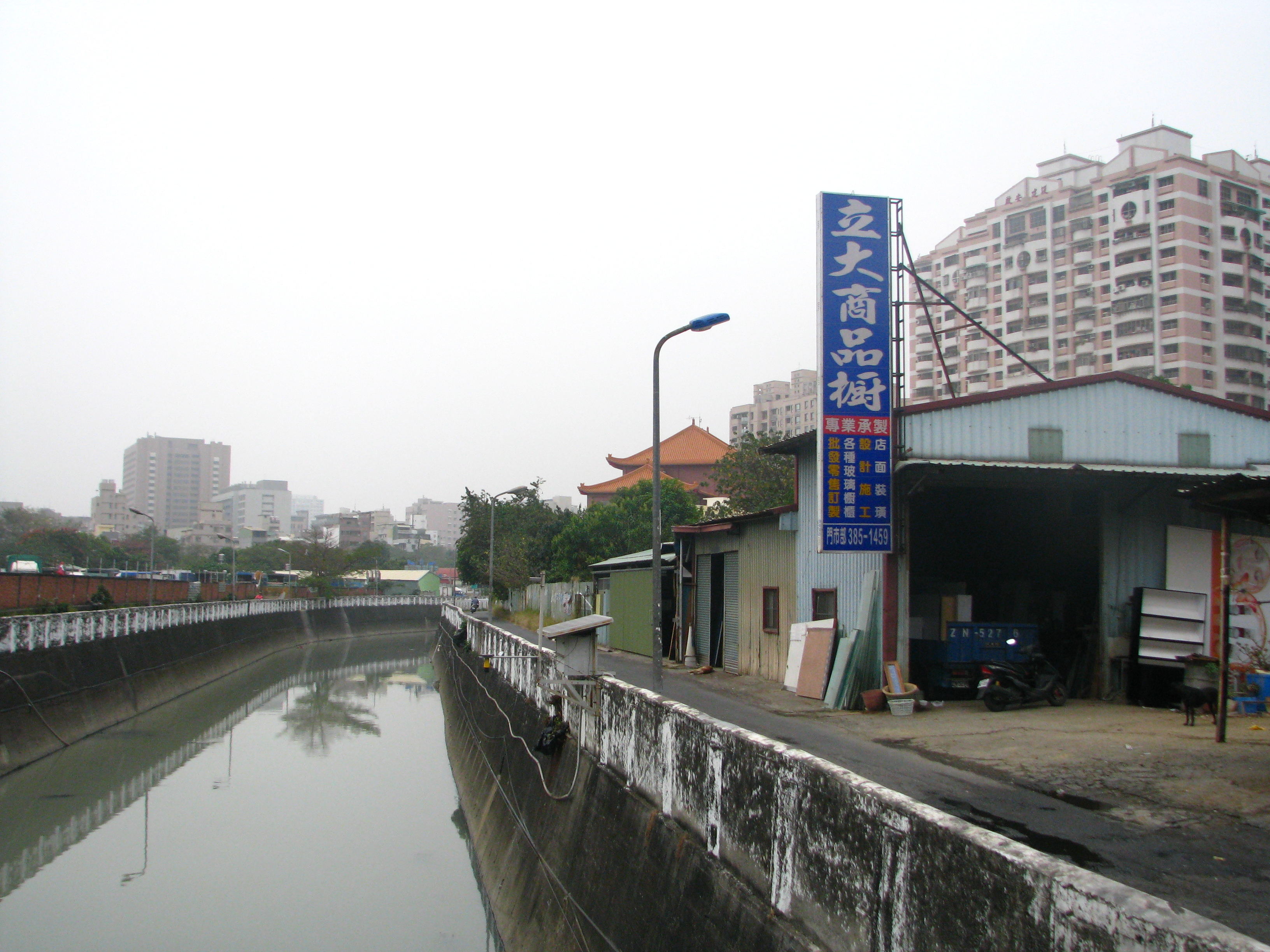
灣仔內南界：寶珠溝。灣仔內位於其右
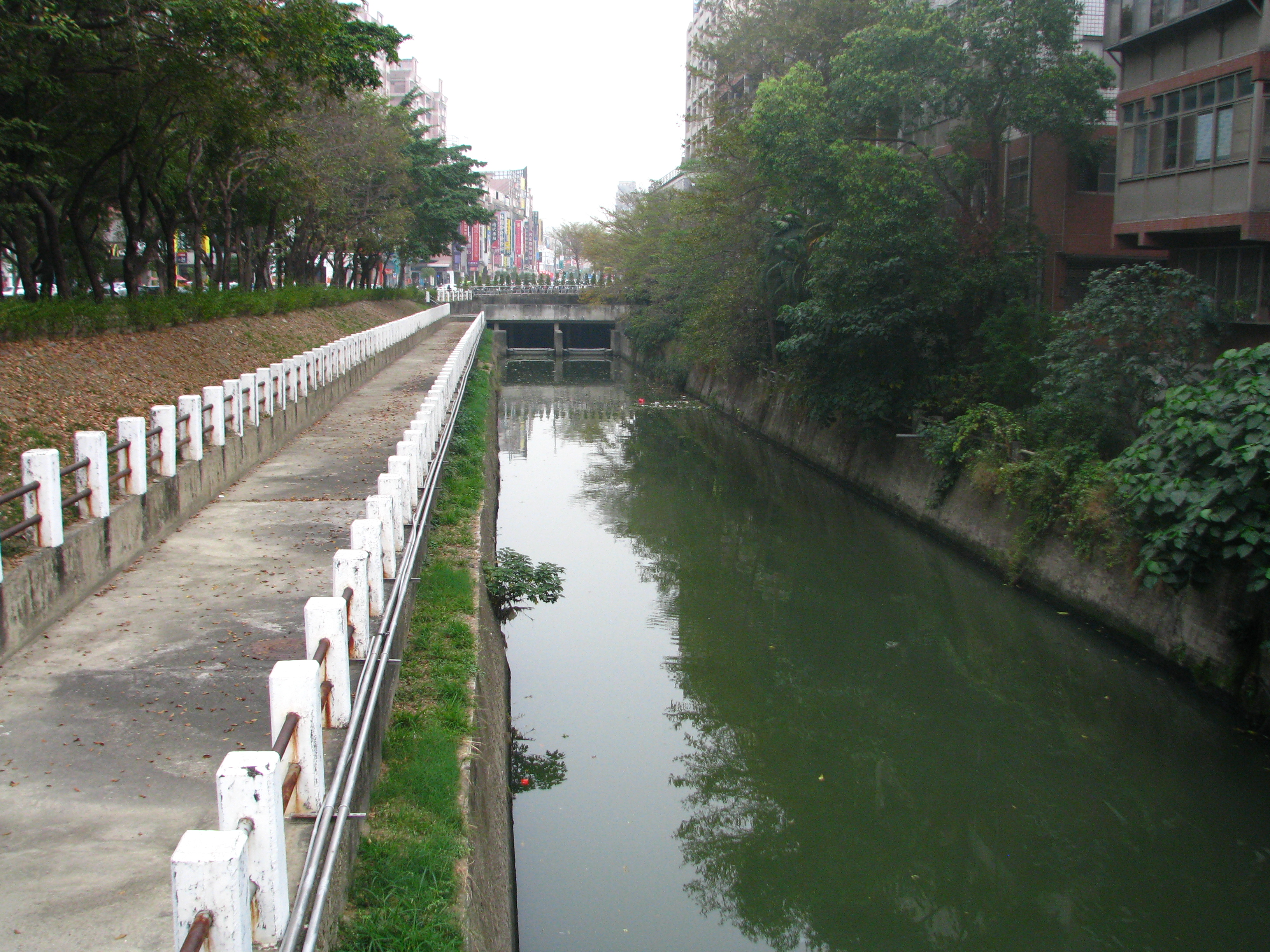
灣仔內北界：愛河K幹道
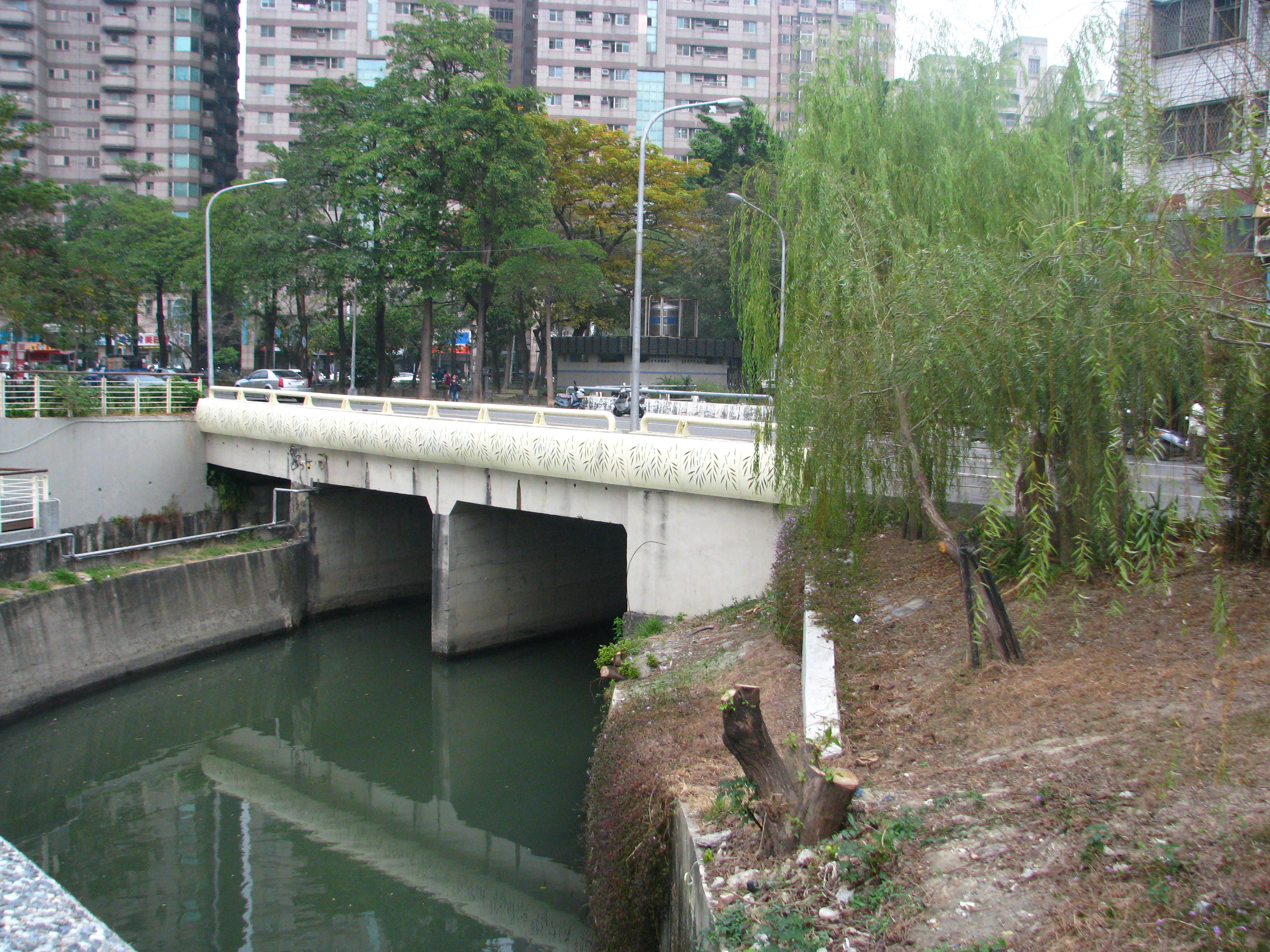
愛河K幹道與愛河主流匯流處
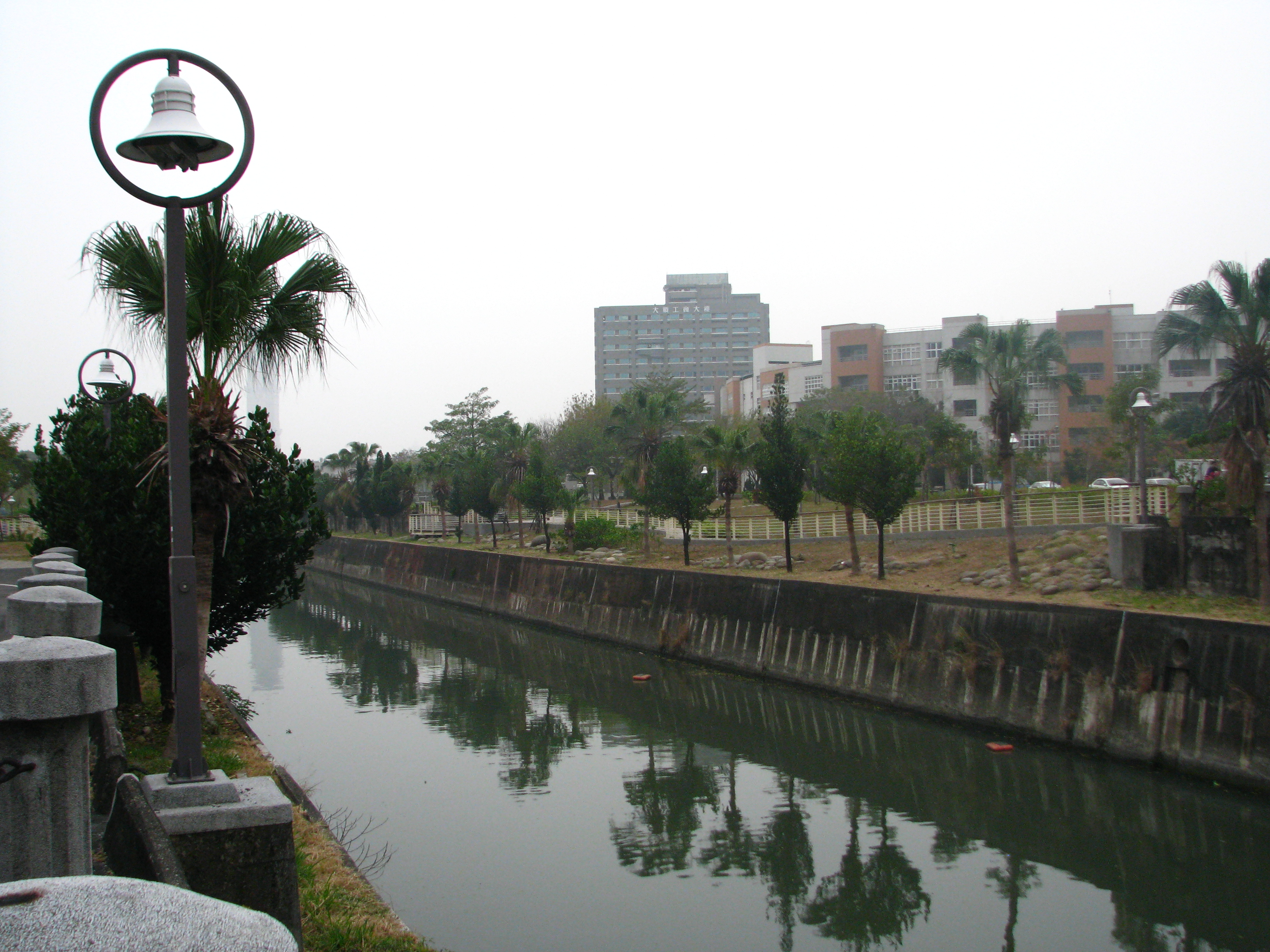
灣仔內西界：愛河，灣仔內位於其右
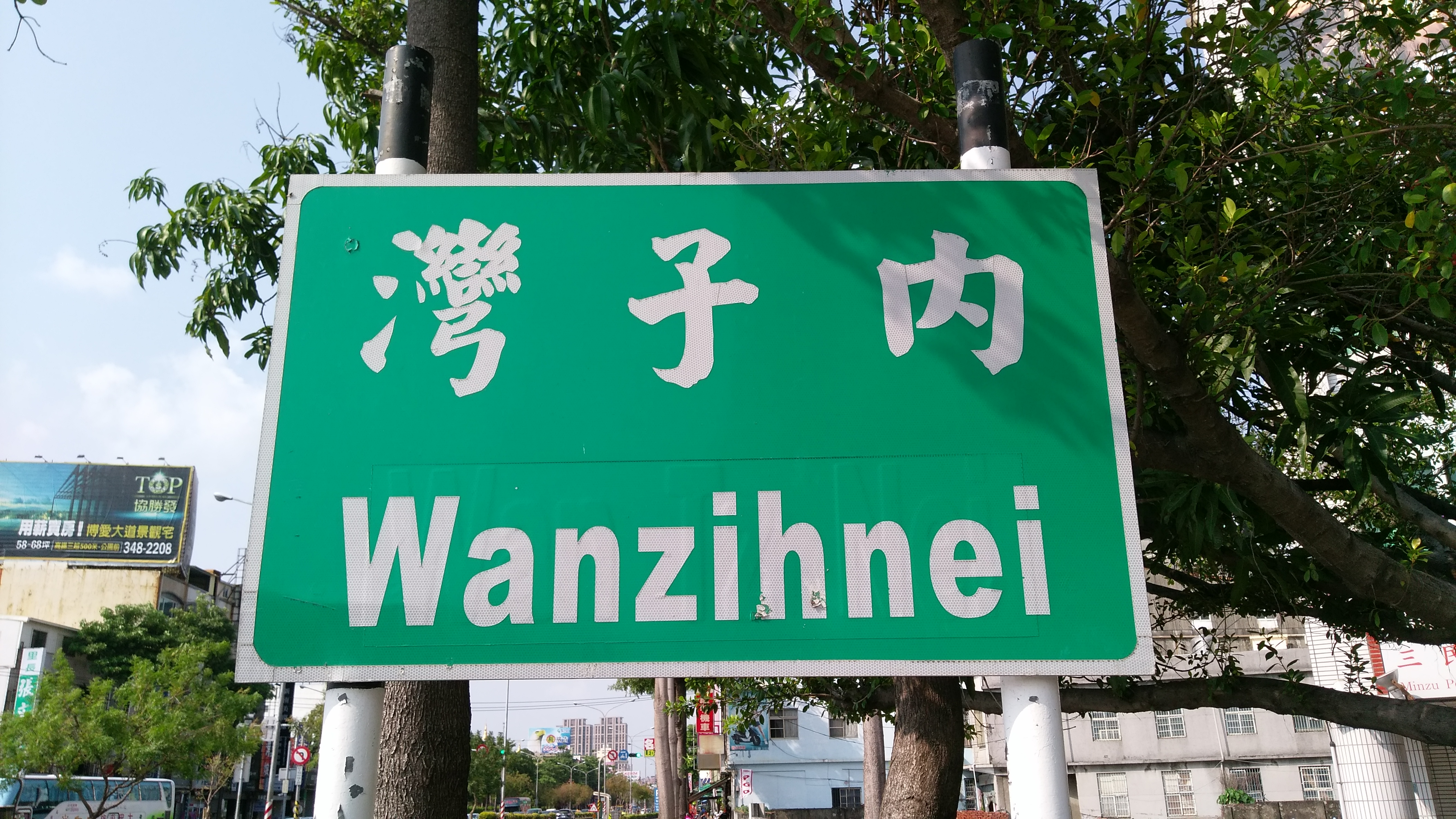
位於民族一路和建工路安全島上灣子內地名告示牌